# Thomomyini
Thomomyini – plemię ssaków z podrodziny Geomyinae w obrębie rodziny gofferowatych (Geomyidae).

## Zasięg występowania
Plemię obejmuje gatunki występujące w Stanach Zjednoczonych i Meksyku.

## Podział systematyczny
Do plemienia należy jeden występujący współcześnie rodzaj:
- Thomomys zu Wied-Neuwied, 1939 – goffernik
- Megascapheus D.G. Elliot, 1903

Opisano również rodzaj wymarły:
- Prothomomys May, Woodburne, Lindsay, Albright, Sarna-Wojcicki, Wan & Wahl, 2011 – jedynym przedstawicielem był Prothomomys warrenensis May, Woodburne, Lindsay, Albright, Sarna-Wojcicki, Wan & Wahl, 2011